# Unu și universul
Unu și universul este primul volum de eseuri al lui Ernesto Sábato, apărând în 1945, moment care coincide cu ruptura autorului de lumea științifică.
Volumul constă într-o înșiruire de reflecții pe diferite teme, ordonate alfabetic. Majoritatea acestora se referă la problemele științei și ale cunoașterii. Sábato oferă întâietate lui Pitagora între înțelepții lumii antice, deoarece a fost printre primii care au văzut legătura dintre realitate și numere, făcând astfel trecerea de la gândirea ancorată în concret la gândirea abstractă, esențială pentru progresul științei.
Tematica științei nu este singura din Unu și universul, existând și reflecții pe marginea literaturii și istoriei.
În prefața la ediția din 1968, Ernesto Sábato se declara "atât de departe de cea mai mare parte a ideilor expuse în ea, încât simt, reexaminându-le, aceeași gingașă ironie cu care privim vechile fotografii de familie: [...] Cum ne-a mai devastat timpul surâsul și rămășița de prospețime sau de spirit jucăuș! [...] Câte iluzii se observă [...], rând pe rând pârjolite de frig și de furtuni, de morțile și dezamăgirile atâtor doctrine și ființe pe care le-a iubit!"